# سابوكايا دو سول
سابوكايا دو سول هي بلدية في البرازيل، تتبع ريو غراندي دو سول، بلغ عدد سكانها 130٬957  نسمة، في 2010، تبلغ مساحتها 58٫644 كيلومتر مربع، رمزها البريدي هو 93200-000.

## الموقع
تشترك في الحدود مع:
- ساو ليوبولدو
- إستيو.

## أعلام
- رودريغو بوسيبون
- تياغو بيريرا
- آلسيندو
- دوغلاس كوستا
- ماورو رافاييل دا سيلفا